# Remi Parmentier
Remi Parmentier (Brugge 28 januari 1895 - 14 december 1960) was een Belgisch archivaris en historicus.

## Levensloop
Remi-Amand Parmentier voltooide zijn retorica in 1914 aan het Sint-Lodewijkscollege, in hetzelfde jaar als burgemeester Pierre Vandamme. De omstandigheden waren er niet naar om verdere studies te ondernemen en zijn gezondheid was te zwak om in het oorlogsleger te worden ingelijfd. Parmentier sprong tot in 1917 in als tijdelijk onderwijzer in een parochieschool.
In oktober 1917 werd hij aangeworven voor het stadsarchief, waar hij het vak leerde onder leiding van rijksarchivaris Albert van Zuylen van Nyevelt, die tijdelijk de opvolging van de overleden Louis Gilliodts had genomen. In oktober 1920 werd Parmentier tot stadsarchivaris van Brugge benoemd. Hij oefende dit ambt uit tot hij, om gezondheidsredenen, in november 1954 ontslag nam. Volgens A. Schouteet had hij grote ambities op gebied van archivering en publicaties, maar kon hij die maar gedeeltelijk realiseren. De laatste zes jaar leed de ongehuwde Parmentier aan zware ziekten die hem uiteindelijk naar het graf sleepten.
Parmentier werd in 1920 bestuurslid van het Genootschap voor Geschiedenis te Brugge en bleef dit tot aan zijn dood. Zijn meeste geschiedkundige artikels verschenen in de 'Handelingen van het Genootschap', soms ook in Biekorf en in 'Sacris Erudiri'.

## Publicaties
- Beschrijving van de getijden- en gebedenboeken van het Kabinet Houtart te Brugge, Brugge, 1929
- Indices op de Brugse Poortersboeken, Brugge, 1938, 2 delen
- Parmentier publiceerde talrijke becommentarieerde bronnenuitgaven betreffende Brugse schilders en Brugse steenhouwers, op basis van archiefstukken die hij aantrof in het Brugse stadsarchief. A. Schouteet zette beide reeksen nog gedurende vele jaren verder.